# 254 Augusta
A 254 Augusta a Naprendszer kisbolygóövében található aszteroida. Johann Palisa fedezte fel 1886. március 31-én.